# Seznam představitelů Svitav
Přehled starostů města Svitav:

## Starostové před r. 1938[1]
- 1839–1849, Franz Blodi
- 1850–1860, Dominik Schwab
- 1860–1863, Leopold Tempes
- 1864–1869, Karl F. Strakele
- 1870–1872, Constantin Makowsky
- 1873–1878, Anton Geier
- 1879–1884, Johann Budig
- 1885–1893, Friedrich Sander
- 1894–1902, Johann Budig
- 1903–1918, Carl Schuster
- 1918–1935, Carl Lick
- 1935–1938, Johann Wolf[2]

## Starostové v letech 1938–1945
- 1938–1940, Anton Pikna
- 1940–1941, Rudolf Rausch
- 1941–1945, Rudolf Tyrolt

## Předsedové Městského národního výboru 1945–1990
- 5.–9. 5. 1945, Josef Dědič (předseda Revolučního národního výboru)
- 9.–13. 5. 1945, Josef Dědič (předseda prozatímního Národního výboru)
- 13. 5. 1945 – 3. 1. 1946, místní správní komise

- 1/1946 – 7/1946, Josef Dědič (první předseda Místního národního výboru)
- 1946–1947, Josef Lukeš
- 1947–1948, Josef Šoukal
- 1947–1949, Josef Rybák
- 1949–1950, Bohuslav Ďásek
- 1950–1952, Adolf Brokl
- 1952–1964, Karel Měšťan
- 1964–1971, Jan Mejnek
- 1971–1976, Ing. Jan Pešl
- 1976–1981, Ing. Jan Pešl (podruhé)
- 1981–1983, Ing. Jan Pešl (potřetí)
- 1983–1990, Miloslav Štrych

## Starostové po r. 1990
- 1990–2000, Jiří Brýdl
- 2000–2006, Václav Koukal
- 2006–2010, Jiří Brýdl (podruhé)
- od 2010, David Šimek[3]